# Cratere Ruth (Venere)
Ruth  è un cratere sulla superficie di Venere.
Il cratere, appartenente alla serie dedicata agli antroponimi, riprende un tipico nome femminile ebraico.